# Ophiobyrsa rudis
Ophiobyrsa rudis är en ormstjärneart som beskrevs av George Richard Lyman 1878. Ophiobyrsa rudis ingår i släktet Ophiobyrsa och familjen skinnormstjärnor. Inga underarter finns listade i Catalogue of Life.